# Iridomyrmex lividus
Iridomyrmex lividus é uma espécie de formiga do gênero Iridomyrmex.